# Ła-200
Ła-200 (ros.  Ла-200, właściwie: samolot „200”) – radziecki odrzutowy myśliwiec przechwytujący, skonstruowany pod koniec lat 40. w biurze konstrukcyjnym Ławoczkina, który pozostał w stadium prototypu. 

## Historia
W marcu 1947 Rada Ministrów ZSRR zleciła trzem biurom konstrukcyjnym, w tym Ławoczkina, zaprojektowanie dwumiejscowego myśliwca przechwytującego wyposażonego w hermetyzowaną kabinę i stację radiolokacyjną. W celu zapewnienia odpowiednich osiągów Ławoczkin zdecydował w samolocie oznaczonym fabrycznie „200” użyć dwóch silników odrzutowych RD-45F (radziecka kopia Rolls-Royce Nene), następnie ich mocniejszej wersji pochodnej Klimow WK-1. Z powodu dużej średnicy silników ze sprężarką odśrodkową, uniemożliwiającej umieszczenie ich w kadłubie obok siebie, zdecydowano umieścić je jeden za drugim. W przeciwieństwie do konkurencyjnych Su-15 Suchoja i I-320 biura MiG, mających również dwa silniki jeden za drugim, w dwóch poziomach, w układzie redanowym z wyraźnym uskokiem pod kadłubem, Ławoczkin zastosował kadłub o okrągłym przekroju, w którym przedni silnik umieszczony był pod większym kątem, a jego dysza wystawała pod kadłubem, osłonięta niewielką owiewką. W odróżnieniu od pozostałych, stacja radiolokacyjna Torij była umieszczona w nim w centralnym nieruchomym stożku we wlocie powietrza z przodu kadłuba.
Pierwszy prototyp samolotu „200” oblatano 9 września 1949, najpóźniej z konkurentów. Od 12 kwietnia 1950 prowadzono jego badania państwowe. Podczas badań wynikły drobne problemy, które jednak usunięto. Samolot wykazywał dobre charakterystyki lotne, był nieco szybszy, niż zakładano (1062 km/h), a jego własności pilotażowe były podobne do myśliwców jednomiejscowych. Mniejszy, niż wymagany (1500 km) był natomiast zasięg 1025 km. Stacja radiolokacyjna Torij jednak była niedopracowana i nie przeszła badań państwowych. Zdecydowano więc wyposażyć samolot w nowo rozwijany radar Korszun.
W styczniu 1951 ukończono zmodernizowany prototyp, ze stacją radiolokacyjną Korszun, z przebudowanym nosem kadłuba z anteną w osłonie w górnej części wlotu powietrza (podobnie, jak Su-15 i I-320), wprowadzono też inne drobniejsze zmiany. Badania państwowe samolot ukończył pozytywnie i został w 1951 zarekomendowany do produkcji seryjnej (równolegle rozwijany I-320 został oceniony jako niezadowalający). Radar Korszun jednak również nie był jeszcze dopracowany, lecz dopuszczono wyposażenie samolotu w radar Izumrud. Ła-200 stał się w ten sposób pierwszym radzieckim myśliwcem przechwytującym, który ukończył pozytywnie próby i był gotowy do produkcji. Planowano produkcję seryjną samolotu pod oznaczeniem Ła-17 (użytym później dla celu latającego Ła-17). 
Produkcja samolotu nie została jednak uruchomiona, gdyż radzieckie władze państwowe, ze Stalinem na czele, pod wrażeniem techniki rakietowej, zrezygnowały w 1951 z myśliwca przechwytującego obrony punktowej. Zlecono za to biuru Jakowlewa skonstruowanie nowego myśliwca przechwytującego obrony obszaru, o dużym zasięgu, wyposażonego w nowy radar Sokoł, przeznaczonego do operowania nad Syberią i Dalekim Wschodem, gdzie sieć rakiet przeciwlotniczych nie była rozwijana. Samo biuro Ławoczkina w tym okresie zajęło się głównie tematyką rakietową, lecz mimo to, z inicjatywy części pracowników, otrzymało zlecenie w listopadzie 1951 na modyfikację Ła-200 na myśliwiec przechwytujący obrony obszaru, z radarem Sokoł i niekierowanymi pociskami rakietowymi powietrze-powietrze. W tym celu, przebudowano prototyp, który otrzymał oznaczenie „200B”. Przewidywana wersja docelowa o zwiększonym zasięgu miała otrzymać nowe skrzydła mieszczące 1000-litrowe zbiorniki paliwa i być oznaczona „200BF”. 
Znacznemu przeprojektowaniu uległ nos samolotu, gdyż osłona radaru Sokoł o dużej średnicy anteny zajęła prawie cały przód i musiano zastosować trzy chwyty powietrza w formie kieszeni naokoło. Wzrosła masa samolotu i pogorszeniu uległy charakterystyki lotne, a w celu zrównoważenia cięższego radaru Sokoł zastosowano balast w ogonie o masie 300 kg. W samolocie „200BF” przewidywano zrównoważenie mas przez przesunięcie nieco skrzydeł do przodu, a nadto poprawę osiągów przez zastosowanie tylnego silnika z dopalaniem WK-1F. 
Ulepszony prototyp „200B” oblatano 6 lipca 1952. Prędkość maksymalna spadła do 1030 km/h, zasięg bez dodatkowych zbiorników do 960 km. Osiągi te były słabsze, niż specjalnie zaprojektowanego pod nowe wymagania myśliwca Jak-120. Prace nad radarem Sokoł przeciągały się i dopiero na początku 1953 prototyp „200B” go otrzymał, po czym posłużył jako stanowisko testowe do rozwoju, a następnie badań państwowych tego radaru. Dzięki temu, dopracowano konstrukcję radaru Sokoł, jednakże na tym rozwój samolotu „200” zakończono, a do produkcji skierowano Jak-120 wyposażony w radar Sokoł, pod oznaczeniem Jak-25M.

## Opis konstrukcji
Dwusilnikowy średniopłat o konstrukcji całkowicie metalowej i skośnych skrzydłach, w układzie klasycznym. Skrzydła o kącie skosu 40°, wyposażone w klapy i lotki. Na każdym ze skrzydeł dwie kierownice strug powietrza. Usterzenie klasyczne, skośne; usterzenie poziome zamocowane powyżej połowy wysokości statecznika. 
Kadłub o konstrukcji półskorupowej. Z przodu początkowo okrągły wlot powietrza do silników, z centralną stożkową osłoną radaru Torij, następnie zamocowaną w górnej części wlotu osłoną radaru Korszun. Ostatecznie z przodu duża osłona radaru Sokoł z niewielkim wlotem powietrza pod nią i dwoma kieszeniowymi wlotami po bokach. Kabina załogi hermetyzowana, w środkowej części kadłuba, z dwoma miejscami obok siebie, zakryta oszkloną kilkuczęściową osłoną z płaską przednią szybą. Pierwszy silnik odrzutowy umieszczony w przedniej części kadłuba, odchylony w dół od osi kadłuba, z dyszą pod środkową częścią kadłuba, osłoniętą owiewką. Drugi silnik w tylnej części kadłuba, równolegle do osi kadłuba, z dyszą na końcu kadłuba. Podwozie samolotu trójpodporowe, chowane do kadłuba, początkowo podwozie główne z podwójnymi kołami, później pojedynczymi. 
Napęd: 2 silniki turboodrzutowe ze sprężarką odśrodkową WK-1 o ciągu 2700 kg. 
Uzbrojenie: 3 działka 37 mm, w dolnej przedniej części kadłuba. Stacja radiolokacyjna Torij, następnie Korszun, ostatecznie Sokoł w przedniej części kadłuba. Samolot był wyposażony w radiostację RSIU-3, radiokompas ARK-5, urządzenie zapytujące Magnij-M i odpowiadające Barij-M systemu identyfikacji "swój-obcy", radiowysokościomierz RW-2.